# 自我哲学
自我哲學（英語：philosophy of self）是一個經驗主體與所有其他的事物區別的身份條件。当代有关自我本性的探讨与人格本性、个人身份相关的讨论有所不同。“自我”一词有时被认为是以一个整体存在的，与知觉、自觉、能动性密切相关。